# Parteizeichen
Das Parteizeichen ist ein in der italienischen Heraldik vorkommendes Symbol, um die Zugehörigkeit zu einer politischen Gruppe zu zeigen. Es wird als Beizeichen in der Heraldik gewertet. Das Zeichen wurde nie verliehen, aber selbstgewählt ins Wappen genommen und sollte die Gesinnungstreue zur politischen Richtung demonstrieren.
Das Emblem wurde von Familien und vereinzelt auch von Städten benutzt. Im Wappen dieser Gruppierung war der ein- oder zweiköpfige schwarze Adler im goldenen Schildhaupt zu finden. Gekrönt oder ungekrönt war belanglos, wenn der kaiserliche Adler erkennbar war. Hiermit zeigten sich die kaisertreuen gleichgesinnten Aristokraten, in Italien als Ghibellinen bezeichnet. Die Papstanhänger und das Stadtbürgertum, eine andere Gruppe, und diese hatte als Parteizeichen einen roten vierlätzigen Turnierkragen. Der Kragen schwebte über drei goldene Lilien im blauen Schildhaupt. Diese Gruppe bildeten die päpstlichtreue Guelfen, Anhänger  der Anjou.
Auch Badge als persönliche Zeichen, ähnlich wie Kokarden, werden  zu den Parteizeichen  gerechnet. Oft sind an Halsketten von Orden diese Badge zu finden und werden ebenso gewertet.